# Anthobolus
Genre
Classification APG III (2009)
Anthobolus est un genre de plante semi-parasite de la famille des Santalaceae endémique d'Australie.

## Liste d'espèces
Selon [réf. nécessaire] :
- Anthobolus filifolius R.Br.
- Anthobolus leptomerioides F.Muell.

Selon NCBI (10 Aug 2010) :
- Anthobolus leptomerioides

## Synonyme
- Antholobus Rchb.  (variante d'orthographe)